# Rafael Gaúcho
Rafael Pompeo Rodrigues Ledesma (sinh 31 tháng 12 năm 1982 ở Porto Alegre, Brasil), hay còn gọi Gaúcho hoặc Rafael Ledesma, là một cầu thủ bóng đá Brasil.
Anh ký hợp đồng với FBK Kaunas từ Atlético Mineiro vào mùa hè 2006. Sau hai mùa giải ở FBK Kaunas, anh chuyển đến Partizan Minsk ở Belarus. Vào mùa đông 2012 anh trở về Litva và thi đấu cho Suduva. Năm 2013 Ledesma rời Litva và ký hợp đồng với Ethnikos Achna của Síp.

## Danh hiệu
- Vô địch A Lyga (2):
  - 2006, 2007,
- Á quân A Lyga (2):
  - 2008,
- Vô địch Cúp Litva (2)
  - 2007–08
- Baltic League: Vô địch (1)
  - 2008
- Maltese Premier League: Vô địch (1)
  - 2015–16
- Maltese FA Trophy: Vô địch (1)
  - 2014–15
- Siêu cúp bóng đá Malta: Vô địch (1)
  - 2014

Cá nhân
- Cầu thủ xuất sắc nhất A Lyga 2007.
- Vua phá lưới A Lyga: 2008 14 bàn
- Cầu thủ xuất sắc nhất năm của Sūduva Marijampolė 2012